# Librairie Publico
La librairie Publico, est une librairie et une maison d'édition située au no 145 rue Amelot à Paris, spécialisée dans la publication et la distribution d'ouvrages en relation avec l'anarchisme, fondée le 18 mars 1959. 
Liée à la Fédération anarchiste (FA), elle est un relai de l'anarchisme dans la capitale française et un point de convergence des anarchistes en France.

## Histoire

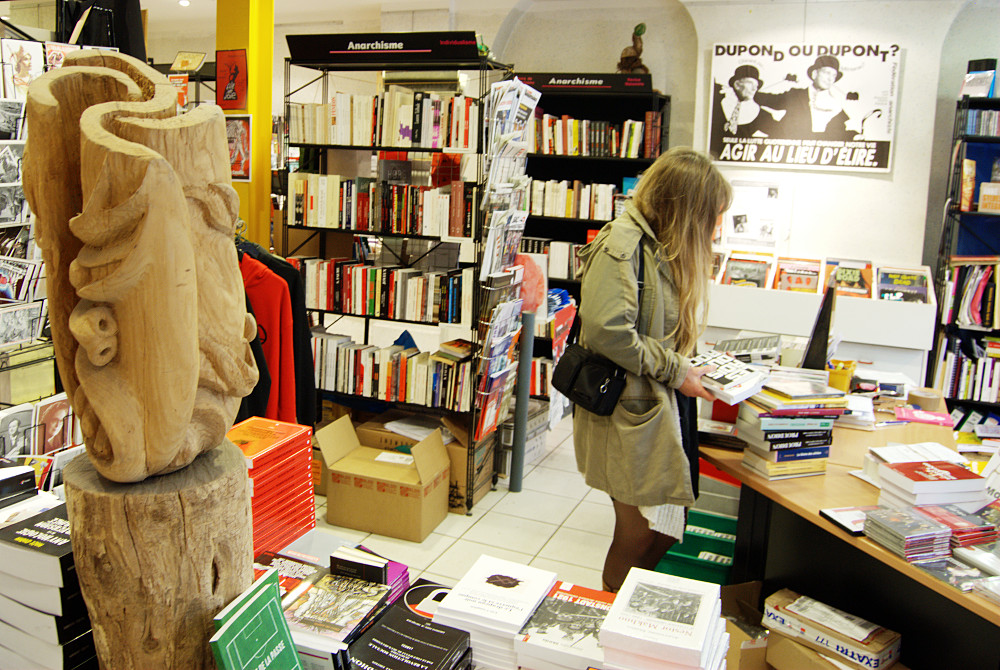
La librairie Publico, 145 rue Amelot, à Paris, en 2013.

La librairie est fondée le 18 mars 1959 par la Fédération anarchiste (FA), avec laquelle elle est liée. Elle entretient aussi des liens avec Radio libertaire, la station radio de la FA,,. Elle porte d'abord le nom de librairie du Monde libertaire et est située au 3 rue Ternaux, puis se déplace au 145 rue Amelot en 1981,. La librairie sert aussi d'imprimerie. Avec la librairie La Gryffe à Lyon, il s'agit d'une des deux librairies anarchistes historiques en France ; bien que de nouvelles librairies anarchistes aient vu le jour depuis les années 1990 comme la librairie Quilombo. 
La librairie subit deux attentats à la bombe, l'un commis par l'organisation colonialiste OAS en 1962 et l'autre par des franquistes au milieu des années 1970. 

Après mai 1968, la librairie est gérée un certain temps par la militante anarchiste Hellyette Bess. En 1984-1988, Hervé Trinquier, ancien dirigeant de Publico et Jacky-Joël Julien, cofondateur de Radio libertaire s'associent pour reprendre le Théâtre libertaire de Paris (TLP), dont ils placent le siège à la librairie et où ils reçoivent notamment Léo Ferré. 

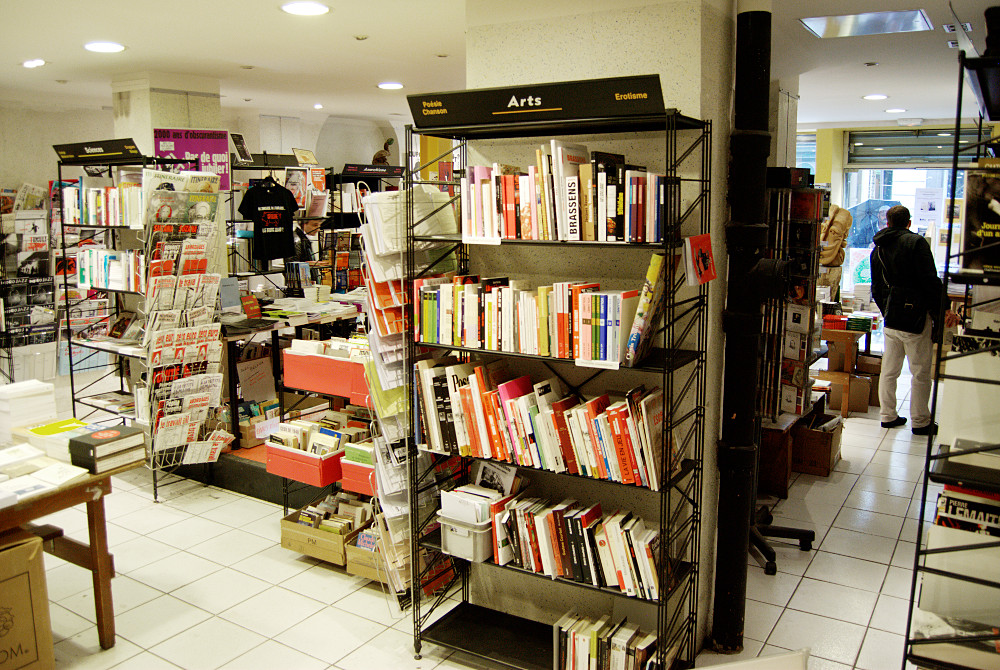
La librairie Publico, en 2013.

En 1988, la librairie rejoint Internet. Pendant la guerre du Golfe (1990-1991), la FA, Radio libertaire et Publico s'engagent dans une campagne antimilitariste s'opposant à celle-ci. Dans le même temps, un certain nombre d'anarchistes qui désertent l'armée française tentent de s'y rendre pour y trouver un moyen de s'exfiltrer, ce qui fait craindre à la FA et à Radio libertaire d'être ciblées par les autorités politiques. La librairie est par ailleurs débordée par les demandes et ne peut aider outre mesure.
La librairie est attaquée de nouveau le 2 mai 2019. Un individu d'une quarantaine d'années s'introduit dans l'édifice puis attend qu'un des bénévoles s'occupant du lieu soit tourné pour lui planter un couteau de cuisine dans la nuque. La lame se brise dans le crâne sous la violence de l'impact et le militant blessé est emmené d'urgence à l'hôpital, où il survit. Le fait que l'acte ne soit pas retenu comme terroriste, la gestion de l'enquête policière et le retentissement limité de l'affaire dans les médias français est critiqué par Le Monde libertaire.
En 2020, la librairie accueille la tenue d'une émission de Radio Conchita, une radio féministe destinée à un public d'expatriées espagnoles. Elle organise aussi le Salon du Livre Libertaire.

## Ligne éditoriale, publications, particularités

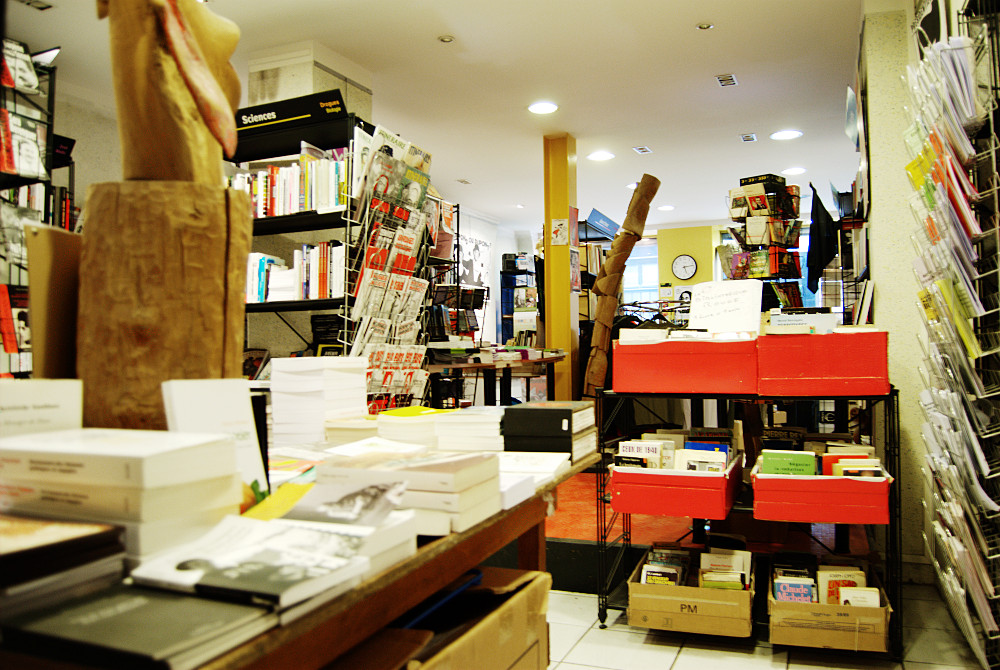
La librairie Publico, en 2013.

Publico « diffuse [pour] l’essentiel des ouvrages anarchistes ou qui ont trait à l’anarchisme, des supports audio-visuels, ainsi que du matériel de propagande (affiches, autocollants, etc) ». Selon Jesse S. Cohn et Nathan J. Jun, son ouverture aux publications en anglais serait symptomatique du mouvement anarchiste en France, qui serait à la fois lecteur de publications en français mais aussi en anglais - une situation de bilinguisme difficile à retrouver dans d'autres anarchismes. 
Selon le géographe libertaire Philippe Pelletier, il s'agirait d'une bonne ressource pour approcher la pensée anarchiste. Arnaud Sagnard y remarque le fait que les clients y dialoguent souvent entre eux, contrairement à d'autres librairies.
La librairie organise des évènements sur des thématiques féministes,.

## Organisation
La librairie est tenue par deux libraires salariés, ce qui en fait un des rares endroits dans les milieux anarchistes en France où l'on peut trouver une forme de salariat. Il ne s'agit donc pas de personnes bénévoles militantes mais plutôt de libraires professionnels qui s'engagent dans cette direction par militantisme anarchiste, étant donné que les salaires au sein de la librairie sont moins élevés que dans des emplois équivalents. Adeline de Lépinay décrit la situation de la sorte :

« Publico, la librairie parisienne de la Fédération anarchiste, est tenue par des permanent·es qui sont censé·es être des permanent·es techniques. Or, d’une part, ce sont des libraires professionnel·les, qui ont été embauché·es pour leur maîtrise du métier, et qui continueront à être libraires en quittant Publico. Et d’autre part, iels ont fait un choix politique en venant exercer leur métier à Publico, parce que le travail y est dur et que le salaire y est moindre qu’ailleurs. Ce ne sont donc ni des assistant·es techniques chargé·es de surveiller la librairie pendant les horaires d’ouverture ni des militant·es sacrificiel·les qui s’oublient pour servir la cause ! »